# Oguchi Onyewu
Oguchi Onyewu, all'anagrafe Oguchialu Chijioke Goma Lambu Onyewu (Washington, 13 maggio 1982), è un dirigente sportivo ed ex calciatore statunitense di origini nigeriane, di ruolo difensore.
Soprannominato Gooch, dal 2008 possiede anche la cittadinanza belga.

## Biografia
I genitori di Onyewu, Pete e Dorothy, si sono trasferiti negli Stati Uniti dalla Nigeria negli anni settanta per frequentare l'Università di Howard a Washington.
Onyewu è cresciuto nel Maryland, prima a Silver Spring e poi a Olney. Qui ha frequentato la scuola cattolica St. Andrew Apostle School e la Sherwood High School, dove ha giocato a calcio per due anni. Si è iscritto alla IMG Soccer Academy di Bradenton, in Florida, e ha seguito il cosiddetto residency program che offre l'opportunità di usufruire di lezioni e allenamenti professionali. Poi è tornato alla Sherwood High School per diplomarsi.
Ha due fratelli, Uche e Nonye, e due sorelle, Chi-Chi e Ogech.

## Caratteristiche tecniche
Difensore centrale dal gioco non elegante ma efficace, era in possesso di un buon senso dell'anticipo e di una grande prestanza fisica, caratteristiche che lo rendevano molto abile nel gioco aereo.

## Carriera

### Club
Trascorsi due anni nella squadra di calcio del college della Clemson University, Onyewu è arrivato in Europa nel 2002, a soli vent'anni, acquistato dal Metz. Nella squadra francese ha trovato però poco spazio, disputando solo 5 partite, 3 nella Ligue 2 e 2 nella Coppa di Lega francese.
Nella stagione successiva è stato ceduto in prestito al La Louvière, con cui ha esordito nel campionato belga il 13 settembre 2003 contro il Germinal Beerschot. Con il La Louvière ha esordito anche nelle competizioni UEFA il 24 settembre 2003 contro il Benfica, in una partita valida per la Coppa UEFA 2003-2004.
Nel 2004 il Metz lo ha nuovamente ceduto in prestito nel campionato belga, questa volta allo Standard Liegi, che, convinto dalle sue prestazioni, lo ha successivamente riscattato nel mese di ottobre. Al termine della prima stagione a Liegi è stato inserito nella formazione ideale del campionato belga ed eletto miglior straniero del 2005. Nel 2006 ha esordito in Champions League a Bucarest contro la Steaua nella gara di ritorno del terzo turno preliminare. Nel 2007 ha vissuto una breve esperienza in prestito nella Premier League, al Newcastle, dove ha collezionato 11 presenze. Non riscattato dal Newcastle, a fine stagione è tornato allo Standard Liegi, con cui ha vinto due campionati consecutivi, nelle stagioni 2007-2008 e 2008-2009, e una Supercoppa del Belgio, conquistata contro l'Anderlecht grazie a una sua doppietta. Nelle cinque stagioni trascorse allo Standard Liegi ha giocato oltre 170 partite, quasi tutte da titolare, segnando 16 reti.
Il 7 luglio 2009 è stato acquisito a parametro zero dal Milan, con cui ha firmato un contratto per tre stagioni. Ha esordito in partite ufficiali con la maglia rossonera il 30 settembre 2009 nella seconda partita della fase a gironi della Champions League 2009-2010 a San Siro contro lo Zurigo (0-1), subentrando a Nesta al 60º minuto di gioco. Il 17 maggio 2010 Onyewu ha prolungato il contratto con il Milan di un anno, dal 30 giugno 2012 al 30 giugno 2013. Essendo stato fermo per l'intera stagione a causa di un infortunio, il calciatore statunitense si è accordato con la società rossonera per non percepire alcuno stipendio durante l'anno di prolungamento. Nel novembre del 2010 Onyewu si è reso protagonista di una furiosa lite con il compagno di squadra Zlatan Ibrahimović a seguito di un'entrata molto dura di quest'ultimo durante una partitella di allenamento nel campo sportivo di Milanello. Lo scontro fra i due giocatori è stato talmente duro da costringere l'allenatore Massimiliano Allegri a sospendere per qualche minuto la seduta di allenamento. Un anno dopo, nella sua autobiografia, Ibrahimović ha confessato che in quello scontro con Onyewu si sarebbe rotto una costola, infortunio tenuto nascosto dal club rossonero.
L'11 gennaio 2011 si è trasferito in prestito al Twente. Ha esordito il 19 gennaio 2011 nella vittoria per 5-0 contro l'Heracles Almelo, giocando nel ruolo di terzino sinistro. L'8 maggio 2011 ha vinto la Coppa d'Olanda 2010-2011; in finale il Twente ha battuto l'Ajax per 3-2 dopo i tempi supplementari, ma Onyewu non ha potuto disputare la gara poiché non convocato in quanto non era in piena forma fisica.

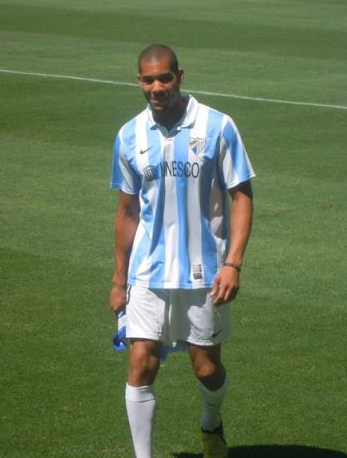
Onyewu con la maglia del Málaga

Il 27 maggio 2011 il Twente ha ufficializzato la decisione di non esercitare il diritto di riscatto del giocatore, che è così ritornato al Milan. Il 28 giugno 2011 Onyewu si è trasferito a costo zero allo Sporting Lisbona, con cui ha firmato un contratto triennale. Ha esordito con la squadra portoghese il 10 settembre 2011 contro il Paços de Ferreira nella quarta giornata della Primeira Liga 2011-2012 e nella giornata seguente ha segnato la prima rete con lo Sporting Lisbona realizzando di testa il gol del definitivo 3-2 in casa del Rio Ave. In totale nella stagione trascorsa a Lisbona ha disputati 31 partite e segnato 5 gol.
Il 31 agosto 2012, ultimo giorno del calciomercato estivo, è stato ceduto in prestito dallo Sporting Lisbona agli spagnoli del Málaga. Ha esordito con la squadra iberica il 24 ottobre seguente nella gara di Champions League casalinga contro il Milan, vinta per 1-0, subentrando nei minuti di recupero del secondo tempo a Francisco Portillo. Una settimana più tardi, il 31 ottobre 2012, nella prima gara in cui è stato impiegato da titolare ha segnato il primo gol con la maglia del Málaga realizzando la prima rete della partita valida per i sedicesimi di finale della Coppa del Re 2012-2013 vinta per 4-3 in casa del Cacereño. In totale con la squadra spagnola ha disputato 9 partite e ha segnato 2 reti, entrambe nella Coppa del Re.
Alla fine della stagione 2012-2013 ha fatto ritorno allo Sporting e il 29 agosto 2013 ha rescisso consensualmente il contratto che lo legava alla società portoghese. Il 23 ottobre 2013 è stato ingaggiato dal Queens Park Rangers, in Football League Championship, firmando un contratto annuale. Mai impiegato dalla squadra londinese, l'11 gennaio 2014 si è trasferito a titolo gratuito allo Sheffield Wednesday fino al termine della stagione 2013-2014. Ha esordito con la squadra di Sheffield il 18 gennaio seguente nella partita di campionato pareggiata per 1-1 in casa del Burnley mentre una settimana più tardi, il 25 gennaio 2014, ha segnato il suo primo gol con la nuova maglia realizzando la seconda rete con cui gli Owls hanno battuto per 2-1 ed eliminato il Rochdale nel quarto turno di FA Cup.
Il 31 ottobre 2014 firma un contratto di due mesi con il Charlton, rimanendo così in Football League Championship. Il 12 maggio 2015, scaduto il contratto con il Charlton, rimane svincolato.
Il 30 gennaio 2017, dopo quasi due anni di inattività, firma un contratto da giocatore scoperta con i Philadelphia Union, facendo così ritorno negli Stati Uniti. Nel club statunitense, in un anno, totalizzerà 22 presenze mettendo a segno una sola rete.
Il 1⁰ gennaio 2018, annuncerà ufficialmente la rescissione del contratto con il club, rimanendo svincolato.
Il 17 settembre 2018, dopo 9 mesi di inattività, decide di ritirarsi all'età di 36 anni.

### Nazionale
Dopo aver giocato nelle nazionali giovanili degli Stati Uniti, con cui ha disputato il Mondiale Under-20 2001, Onyewu ha debuttato nella Nazionale maggiore statunitense il 13 ottobre 2004 contro Panamá, subentrando a Pope all'86º minuto di gioco. Il 17 novembre 2004 contro la Giamaica ha disputato la prima partita da titolare, venendo espulso per doppia ammonizione al 73º minuto di gioco. Ha segnato il primo gol in Nazionale il 21 luglio 2005 contro l'Honduras nella Gold Cup 2005, competizione nel quale è stato inserito nel Best XI.
Con la Nazionale statunitense ha partecipato al Mondiale 2006, nel quale ha disputato da titolare tutte e 3 le partite degli statunitensi, a due edizioni della Gold Cup (2005 e 2007, entrambe vinte) e alla Confederations Cup 2009, chiusa al secondo posto, competizione nella quale ha ben figurato, in particolare nella semifinale vinta contro la Spagna e nella finale persa contro il Brasile.
Durante la partita Stati Uniti-Costa Rica del 14 ottobre 2009 ha riportato un grave infortunio al tendine rotuleo del ginocchio sinistro. È ritornato in campo il 25 maggio 2010 nella prima amichevole pre-Mondiale della sua Nazionale contro la Repubblica Ceca, nella quale ha disputato 65 minuti. Il 12 ottobre 2010, in occasione dell'amichevole a Chester contro la Colombia, Onyewu ha indossato per la prima volta la fascia di capitano della Nazionale statunitense.
Nel 2011 è stato convocato dal CT Bob Bradley per la Gold Cup. Nel corso della manifestazione, conclusa dagli Stati Uniti al secondo posto, non è mai sceso in campo. Nel 2013 il CT Jürgen Klinsmann lo ha convocato per la Gold Cup; Onyewu nel corso della competizione ha disputato una partita nella fase a gironi prima di infortunarsi alla caviglia e venire sostituito da Matt Besler per la fase ad eliminazione diretta, conclusa con la vittoria del torneo da parte della squadra statunitense.

## Statistiche

### Presenze e reti nei club
Statistiche aggiornate al 28 settembre 2017.
| Stagione              | Squadra               | Campionato            | Campionato | Campionato | Coppe nazionali | Coppe nazionali | Coppe nazionali | Coppe continentali | Coppe continentali | Coppe continentali | Altre coppe | Altre coppe | Altre coppe | Totale | Totale |
| Stagione              | Squadra               | Comp                  | Pres       | Reti       | Comp            | Pres            | Reti            | Comp               | Pres               | Reti               | Comp        | Pres        | Reti        | Pres   | Reti   |
| --------------------- | --------------------- | --------------------- | ---------- | ---------- | --------------- | --------------- | --------------- | ------------------ | ------------------ | ------------------ | ----------- | ----------- | ----------- | ------ | ------ |
| 2002-2003             | Metz                  | L2                    | 3          | 0          | CdL             | 2               | 0               | -                  | -                  | -                  | -           | -           | -           | 5      | 0      |
| 2003-2004             | La Louvière           | D1                    | 24         | 1          | -               | -               | -               | CU                 | 2                  | 0                  | -           | -           | -           | 26     | 1      |
| 2004-2005             | Standard Liegi        | D1                    | 30         | 3          | CB              | 2               | 0               | CU                 | 6                  | 1                  | -           | -           | -           | 38     | 4      |
| 2005-2006             | Standard Liegi        | D1                    | 29         | 2          | CB              | 6               | 1               | -                  | -                  | -                  | -           | -           | -           | 35     | 3      |
| 2006-gen. 2007        | Standard Liegi        | D1                    | 15         | 1          | CB              | 1               | 0               | UCL+CU             | 1+2                | 0                  | -           | -           | -           | 19     | 1      |
| gen.-giu. 2007        | Newcastle             | PL                    | 11         | 0          | -               | -               | -               | -                  | -                  | -                  | -           | -           | -           | 11     | 0      |
| 2007-2008             | Standard Liegi        | D1                    | 33         | 2          | CB              | 5               | 0               | CU                 | 3                  | 1                  | -           | -           | -           | 41     | 3      |
| 2008-2009             | Standard Liegi        | D1                    | 32+2       | 3+0        | CB              | 1               | 0               | UCL+CU             | 1+8                | 0+1                | SB          | 1           | 2           | 45     | 6      |
| Totale Standard Liegi | Totale Standard Liegi | Totale Standard Liegi | 139+2      | 11+0       |                 | 15              | 1               |                    | 21                 | 3                  |             | 1           | 2           | 178    | 17     |
| 2009-2010             | Milan                 | A                     | 0          | 0          | CI              | 0               | 0               | UCL                | 1                  | 0                  | -           | -           | -           | 1      | 0      |
| 2010-gen. 2011        | Milan                 | A                     | 0          | 0          | CI              | 0               | 0               | UCL                | 0                  | 0                  | -           | -           | -           | 0      | 0      |
| Totale Milan          | Totale Milan          | Totale Milan          | 0          | 0          |                 | 0               | 0               |                    | 1                  | 0                  |             | -           | -           | 1      | 0      |
| gen.-giu. 2011        | Twente                | ED                    | 8          | 0          | CO              | 1               | 0               | UEL                | 5                  | 0                  | -           | -           | -           | 14     | 0      |
| 2011-2012             | Sporting Lisbona      | PL                    | 17         | 4          | CP+CdL          | 6+3             | 0+1             | UEL                | 5                  | 0                  | -           | -           | -           | 31     | 5      |
| 2012-2013             | Málaga                | PD                    | 2          | 0          | CR              | 4               | 2               | UCL                | 3                  | 0                  | -           | -           | -           | 9      | 2      |
| ott. 2013-gen. 2014   | QPR                   | FLC                   | 0          | 0          | FAC             | 0               | 0               | -                  | -                  | -                  | -           | -           | -           | 0      | 0      |
| gen.-giu. 2014        | Sheffield Wednesday   | FLC                   | 18         | 0          | FAC             | 1               | 1               | -                  | -                  | -                  | -           | -           | -           | 19     | 1      |
| 2014-2015             | Charlton              | FLC                   | 3          | 0          | FAC             | 0               | 0               | -                  | -                  | -                  | -           | -           | -           | 3      | 0      |
| 2017                  | Philadelphia Union    | MLS                   | 22         | 1          | -               | -               | -               | -                  | -                  | -                  | -           | -           | -           | 22     | 1      |
| Totale carriera       | Totale carriera       | Totale carriera       | 242+2      | 17+0       |                 | 32              | 5               |                    | 37                 | 3                  |             | 1           | 2           | 314    | 27     |

### Cronologia presenze e reti in Nazionale
| Cronologia completa delle presenze e delle reti in nazionale ― Stati Uniti | Cronologia completa delle presenze e delle reti in nazionale ― Stati Uniti | Cronologia completa delle presenze e delle reti in nazionale ― Stati Uniti | Cronologia completa delle presenze e delle reti in nazionale ― Stati Uniti | Cronologia completa delle presenze e delle reti in nazionale ― Stati Uniti | Cronologia completa delle presenze e delle reti in nazionale ― Stati Uniti | Cronologia completa delle presenze e delle reti in nazionale ― Stati Uniti | Cronologia completa delle presenze e delle reti in nazionale ― Stati Uniti |
| Data                                                                       | Città                                                                      | In casa                                                                    | Risultato                                                                  | Ospiti                                                                     | Competizione                                                               | Reti                                                                       | Note                                                                       |
| -------------------------------------------------------------------------- | -------------------------------------------------------------------------- | -------------------------------------------------------------------------- | -------------------------------------------------------------------------- | -------------------------------------------------------------------------- | -------------------------------------------------------------------------- | -------------------------------------------------------------------------- | -------------------------------------------------------------------------- |
| 13-10-2004                                                                 | Washington                                                                 | Stati Uniti                                                                | 6 – 0                                                                      | Panama                                                                     | Qual. Mondiali 2006                                                        | -                                                                          |                                                                            |
| 17-11-2004                                                                 | Columbus                                                                   | Stati Uniti                                                                | 1 – 1                                                                      | Giamaica                                                                   | Qual. Mondiali 2006                                                        | -                                                                          |                                                                            |
| 27-3-2005                                                                  | Città del Messico                                                          | Messico                                                                    | 2 – 1                                                                      | Stati Uniti                                                                | Qual. Mondiali 2006                                                        | -                                                                          |                                                                            |
| 30-3-2005                                                                  | Birmingham                                                                 | Stati Uniti                                                                | 2 – 0                                                                      | Guatemala                                                                  | Qual. Mondiali 2006                                                        | -                                                                          |                                                                            |
| 9-7-2005                                                                   | Seattle                                                                    | Stati Uniti                                                                | 2 – 0                                                                      | Canada                                                                     | Gold Cup 2005 - 1º turno                                                   | -                                                                          |                                                                            |
| 16-7-2005                                                                  | Foxborough                                                                 | Stati Uniti                                                                | 3 – 1                                                                      | Giamaica                                                                   | Gold Cup 2005 - Quarti di finale                                           | -                                                                          |                                                                            |
| 21-7-2005                                                                  | East Rutherford                                                            | Honduras                                                                   | 1 – 2                                                                      | Stati Uniti                                                                | Gold Cup 2005 - Semifinale                                                 | 1                                                                          |                                                                            |
| 24-7-2005                                                                  | East Rutherford                                                            | Stati Uniti                                                                | 0 – 0 dts (3 – 1 dtr)                                                      | Panama                                                                     | Gold Cup 2005 - Finale                                                     | -                                                                          | [ 61 ]                                                                     |
| 17-8-2005                                                                  | East Hartford                                                              | Stati Uniti                                                                | 1 – 0                                                                      | Trinidad e Tobago                                                          | Qual. Mondiali 2006                                                        | -                                                                          |                                                                            |
| 3-9-2005                                                                   | Columbus                                                                   | Stati Uniti                                                                | 2 – 0                                                                      | Messico                                                                    | Qual. Mondiali 2006                                                        | -                                                                          |                                                                            |
| 8-10-2005                                                                  | San José                                                                   | Costa Rica                                                                 | 3 – 0                                                                      | Stati Uniti                                                                | Qual. Mondiali 2006                                                        | -                                                                          |                                                                            |
| 1-3-2006                                                                   | Kaiserslautern                                                             | Stati Uniti                                                                | 1 – 0                                                                      | Polonia                                                                    | Amichevole                                                                 | -                                                                          |                                                                            |
| 23-5-2006                                                                  | Nashville                                                                  | Stati Uniti                                                                | 0 – 1                                                                      | Marocco                                                                    | Amichevole                                                                 | -                                                                          |                                                                            |
| 26-5-2006                                                                  | Cleveland                                                                  | Stati Uniti                                                                | 2 – 0                                                                      | Venezuela                                                                  | Amichevole                                                                 | -                                                                          |                                                                            |
| 12-6-2006                                                                  | Gelsenkirchen                                                              | Stati Uniti                                                                | 0 – 3                                                                      | Rep. Ceca                                                                  | Mondiali 2006 - 1º turno                                                   | -                                                                          |                                                                            |
| 17-6-2006                                                                  | Kaiserslautern                                                             | Italia                                                                     | 1 – 1                                                                      | Stati Uniti                                                                | Mondiali 2006 - 1º turno                                                   | -                                                                          |                                                                            |
| 22-6-2006                                                                  | Norimberga                                                                 | Ghana                                                                      | 2 – 1                                                                      | Stati Uniti                                                                | Mondiali 2006 - 1º turno                                                   | -                                                                          |                                                                            |
| 25-3-2007                                                                  | Tampa                                                                      | Stati Uniti                                                                | 3 – 1                                                                      | Ecuador                                                                    | Amichevole                                                                 | -                                                                          |                                                                            |
| 2-6-2007                                                                   | San Jose                                                                   | Stati Uniti                                                                | 4 – 1                                                                      | Cina                                                                       | Amichevole                                                                 | 1                                                                          |                                                                            |
| 7-6-2007                                                                   | Carson                                                                     | Stati Uniti                                                                | 1 – 0                                                                      | Guatemala                                                                  | Gold Cup 2007 - 1º turno                                                   | -                                                                          |                                                                            |
| 12-6-2007                                                                  | Foxborough                                                                 | Stati Uniti                                                                | 4 – 0                                                                      | El Salvador                                                                | Gold Cup 2007 - 1º turno                                                   | -                                                                          |                                                                            |
| 16-6-2007                                                                  | Foxborough                                                                 | Stati Uniti                                                                | 2 – 1                                                                      | Panama                                                                     | Gold Cup 2007 - Quarti di finale                                           | -                                                                          |                                                                            |
| 21-6-2007                                                                  | Chicago                                                                    | Canada                                                                     | 1 – 2                                                                      | Stati Uniti                                                                | Gold Cup 2007 - Semifinale                                                 | -                                                                          |                                                                            |
| 24-6-2007                                                                  | Chicago                                                                    | Stati Uniti                                                                | 2 – 1                                                                      | Messico                                                                    | Gold Cup 2007 - Finale                                                     | -                                                                          | [ 62 ]                                                                     |
| 22-8-2007                                                                  | Göteborg                                                                   | Svezia                                                                     | 1 – 0                                                                      | Stati Uniti                                                                | Amichevole                                                                 | -                                                                          |                                                                            |
| 9-9-2007                                                                   | Chicago                                                                    | Stati Uniti                                                                | 2 – 4                                                                      | Brasile                                                                    | Amichevole                                                                 | -                                                                          | aut’                                                                       |
| 17-10-2007                                                                 | Basilea                                                                    | Svizzera                                                                   | 0 – 1                                                                      | Stati Uniti                                                                | Amichevole                                                                 | -                                                                          |                                                                            |
| 17-11-2007                                                                 | Johannesburg                                                               | Sudafrica                                                                  | 0 – 1                                                                      | Stati Uniti                                                                | Amichevole                                                                 | -                                                                          |                                                                            |
| 6-2-2008                                                                   | Houston                                                                    | Stati Uniti                                                                | 2 – 2                                                                      | Messico                                                                    | Amichevole                                                                 | 1                                                                          |                                                                            |
| 23-3-2008                                                                  | Cracovia                                                                   | Polonia                                                                    | 0 – 3                                                                      | Stati Uniti                                                                | Amichevole                                                                 | 1                                                                          |                                                                            |
| 28-3-2008                                                                  | Londra                                                                     | Inghilterra                                                                | 2 – 0                                                                      | Stati Uniti                                                                | Amichevole                                                                 | -                                                                          |                                                                            |
| 4-6-2008                                                                   | Santander                                                                  | Spagna                                                                     | 1 – 0                                                                      | Stati Uniti                                                                | Amichevole                                                                 | -                                                                          |                                                                            |
| 8-6-2008                                                                   | East Rutherford                                                            | Stati Uniti                                                                | 0 – 0                                                                      | Argentina                                                                  | Amichevole                                                                 | -                                                                          |                                                                            |
| 15-6-2008                                                                  | Carson                                                                     | Stati Uniti                                                                | 8 – 0                                                                      | Barbados                                                                   | Qual. Mondiali 2010                                                        | -                                                                          |                                                                            |
| 20-8-2008                                                                  | Città del Guatemala                                                        | Guatemala                                                                  | 0 – 1                                                                      | Stati Uniti                                                                | Qual. Mondiali 2010                                                        | -                                                                          |                                                                            |
| 6-9-2008                                                                   | L'Avana                                                                    | Cuba                                                                       | 0 – 1                                                                      | Stati Uniti                                                                | Qual. Mondiali 2010                                                        | -                                                                          |                                                                            |
| 10-9-2008                                                                  | Bridgeview                                                                 | Stati Uniti                                                                | 3 – 0                                                                      | Trinidad e Tobago                                                          | Qual. Mondiali 2010                                                        | -                                                                          |                                                                            |
| 11-10-2008                                                                 | Washington                                                                 | Stati Uniti                                                                | 6 – 1                                                                      | Cuba                                                                       | Qual. Mondiali 2010                                                        | 1                                                                          |                                                                            |
| 11-2-2009                                                                  | Columbus                                                                   | Stati Uniti                                                                | 2 – 0                                                                      | Messico                                                                    | Qual. Mondiali 2010                                                        | -                                                                          |                                                                            |
| 1-4-2009                                                                   | Nashville                                                                  | Stati Uniti                                                                | 3 – 0                                                                      | Trinidad e Tobago                                                          | Qual. Mondiali 2010                                                        | -                                                                          |                                                                            |
| 3-6-2009                                                                   | San José                                                                   | Costa Rica                                                                 | 3 – 1                                                                      | Stati Uniti                                                                | Qual. Mondiali 2010                                                        | -                                                                          |                                                                            |
| 6-6-2009                                                                   | Chicago                                                                    | Stati Uniti                                                                | 2 – 1                                                                      | Honduras                                                                   | Qual. Mondiali 2010                                                        | -                                                                          |                                                                            |
| 15-6-2009                                                                  | Pretoria                                                                   | Stati Uniti                                                                | 1 – 3                                                                      | Italia                                                                     | Conf. Cup 2009 - 1º turno                                                  | -                                                                          |                                                                            |
| 18-6-2009                                                                  | Pretoria                                                                   | Stati Uniti                                                                | 0 – 3                                                                      | Brasile                                                                    | Conf. Cup 2009 - 1º turno                                                  | -                                                                          |                                                                            |
| 21-6-2009                                                                  | Rustenburg                                                                 | Egitto                                                                     | 0 – 3                                                                      | Stati Uniti                                                                | Conf. Cup 2009 - 1º turno                                                  | -                                                                          |                                                                            |
| 24-6-2009                                                                  | Bloemfontein                                                               | Spagna                                                                     | 0 – 2                                                                      | Stati Uniti                                                                | Conf. Cup 2009 - Semifinale                                                | -                                                                          |                                                                            |
| 28-6-2009                                                                  | Johannesburg                                                               | Stati Uniti                                                                | 2 – 3                                                                      | Brasile                                                                    | Conf. Cup 2009 - Finale                                                    | -                                                                          | [ 63 ]                                                                     |
| 12-8-2009                                                                  | Città del Messico                                                          | Messico                                                                    | 2 – 1                                                                      | Stati Uniti                                                                | Qual. Mondiali 2010                                                        | -                                                                          |                                                                            |
| 9-9-2009                                                                   | Port of Spain                                                              | Trinidad e Tobago                                                          | 0 – 1                                                                      | Stati Uniti                                                                | Qual. Mondiali 2010                                                        | -                                                                          |                                                                            |
| 10-10-2009                                                                 | San Pedro Sula                                                             | Honduras                                                                   | 2 – 3                                                                      | Stati Uniti                                                                | Qual. Mondiali 2010                                                        | -                                                                          |                                                                            |
| 14-10-2009                                                                 | Washington                                                                 | Stati Uniti                                                                | 2 – 2                                                                      | Costa Rica                                                                 | Qual. Mondiali 2010                                                        | -                                                                          |                                                                            |
| 25-5-2010                                                                  | East Hartford                                                              | Stati Uniti                                                                | 2 – 4                                                                      | Rep. Ceca                                                                  | Amichevole                                                                 | -                                                                          |                                                                            |
| 29-5-2010                                                                  | Filadelfia                                                                 | Stati Uniti                                                                | 2 – 1                                                                      | Turchia                                                                    | Amichevole                                                                 | -                                                                          |                                                                            |
| 5-6-2010                                                                   | Roodepoort                                                                 | Stati Uniti                                                                | 3 – 1                                                                      | Australia                                                                  | Amichevole                                                                 | -                                                                          |                                                                            |
| 12-6-2010                                                                  | Rustenburg                                                                 | Inghilterra                                                                | 1 – 1                                                                      | Stati Uniti                                                                | Mondiali 2010 - 1º turno                                                   | -                                                                          |                                                                            |
| 18-6-2010                                                                  | Johannesburg                                                               | Slovenia                                                                   | 2 – 2                                                                      | Stati Uniti                                                                | Mondiali 2010 - 1º turno                                                   | -                                                                          |                                                                            |
| 9-10-2010                                                                  | Chicago                                                                    | Stati Uniti                                                                | 2 – 2                                                                      | Polonia                                                                    | Amichevole                                                                 | 1                                                                          |                                                                            |
| 12-10-2010                                                                 | Chester                                                                    | Stati Uniti                                                                | 0 – 0                                                                      | Colombia                                                                   | Amichevole                                                                 | -                                                                          |                                                                            |
| 26-3-2011                                                                  | East Rutherford                                                            | Stati Uniti                                                                | 1 – 1                                                                      | Argentina                                                                  | Amichevole                                                                 | -                                                                          |                                                                            |
| 4-6-2011                                                                   | Foxborough                                                                 | Stati Uniti                                                                | 0 – 4                                                                      | Spagna                                                                     | Amichevole                                                                 | -                                                                          |                                                                            |
| 8-10-2011                                                                  | Miami                                                                      | Stati Uniti                                                                | 1 – 0                                                                      | Honduras                                                                   | Amichevole                                                                 | -                                                                          |                                                                            |
| 11-10-2011                                                                 | Harrison                                                                   | Stati Uniti                                                                | 0 – 1                                                                      | Ecuador                                                                    | Amichevole                                                                 | -                                                                          |                                                                            |
| 26-5-2012                                                                  | Jacksonville                                                               | Stati Uniti                                                                | 5 – 1                                                                      | Scozia                                                                     | Amichevole                                                                 | -                                                                          |                                                                            |
| 30-5-2012                                                                  | East Rutherford                                                            | Stati Uniti                                                                | 1 – 4                                                                      | Brasile                                                                    | Amichevole                                                                 | -                                                                          |                                                                            |
| 3-6-2012                                                                   | Toronto                                                                    | Canada                                                                     | 0 – 0                                                                      | Stati Uniti                                                                | Amichevole                                                                 | -                                                                          |                                                                            |
| 8-6-2012                                                                   | Tampa                                                                      | Stati Uniti                                                                | 3 – 1                                                                      | Antigua e Barbuda                                                          | Qual. Mondiali 2014                                                        | -                                                                          |                                                                            |
| 5-7-2013                                                                   | San Diego                                                                  | Stati Uniti                                                                | 6 – 0                                                                      | Guatemala                                                                  | Amichevole                                                                 | -                                                                          |                                                                            |
| 5-3-2014                                                                   | Larnaca                                                                    | Ucraina                                                                    | 2 – 0                                                                      | Stati Uniti                                                                | Amichevole                                                                 | -                                                                          |                                                                            |
| Totale                                                                     |                                                                            | Presenze                                                                   | 69                                                                         |                                                                            | Reti                                                                       | 6                                                                          |                                                                            |

## Palmarès

### Club

#### Competizioni nazionali
- Campionato belga: 2

Standard Liegi: 2007-2008, 2008-2009
- Supercoppa del Belgio: 1

Standard Liegi: 2008
- Coppa dei Paesi Bassi: 1

Twente: 2010-2011

### Nazionale
- Gold Cup: 3

2005, 2007, 2013

### Individuale
- Best XI del campionato belga: 2

2004-2005, 2007-2008
- Miglior straniero del campionato belga: 1

2005
- Best XI della Gold Cup: 1

2005
- U.S. Soccer Athlete of the Year: 1

2006